# Leonhard Romeis
Leonhard Romeis (* 13. Januar 1854 in Höchstadt an der Aisch; † 17. November 1904 in München) war ein deutscher Architekt des Historismus.

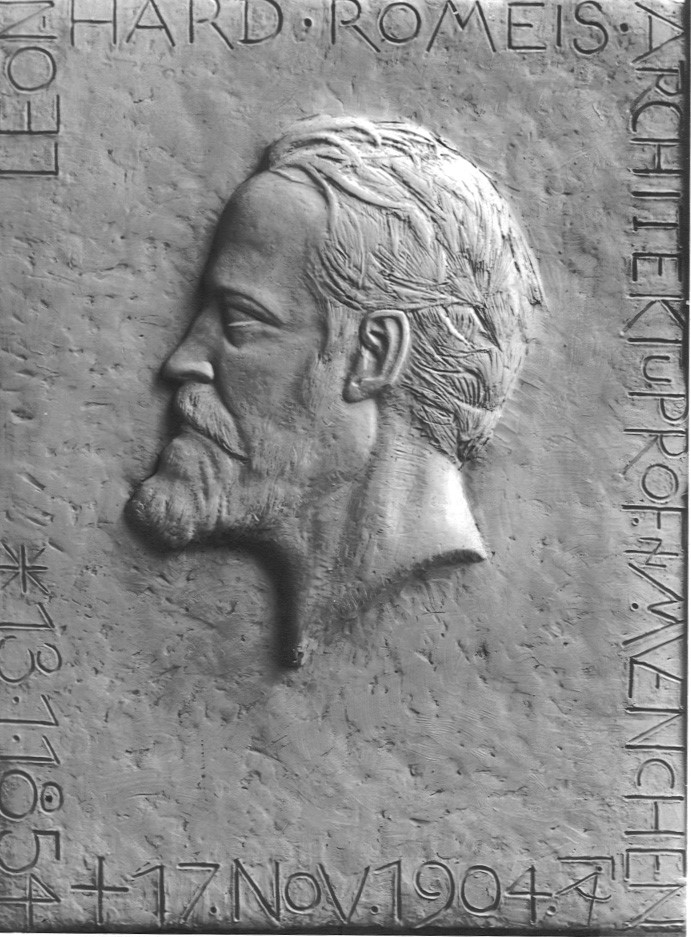
Leonhard Romeis, Architekt, Bronzetafel gearbeitet von seinem Sohn Karl

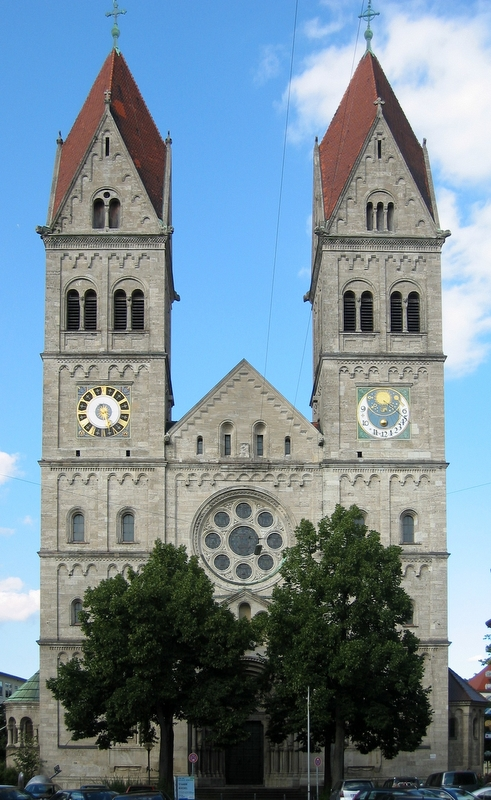
St. Benno in München (1895)

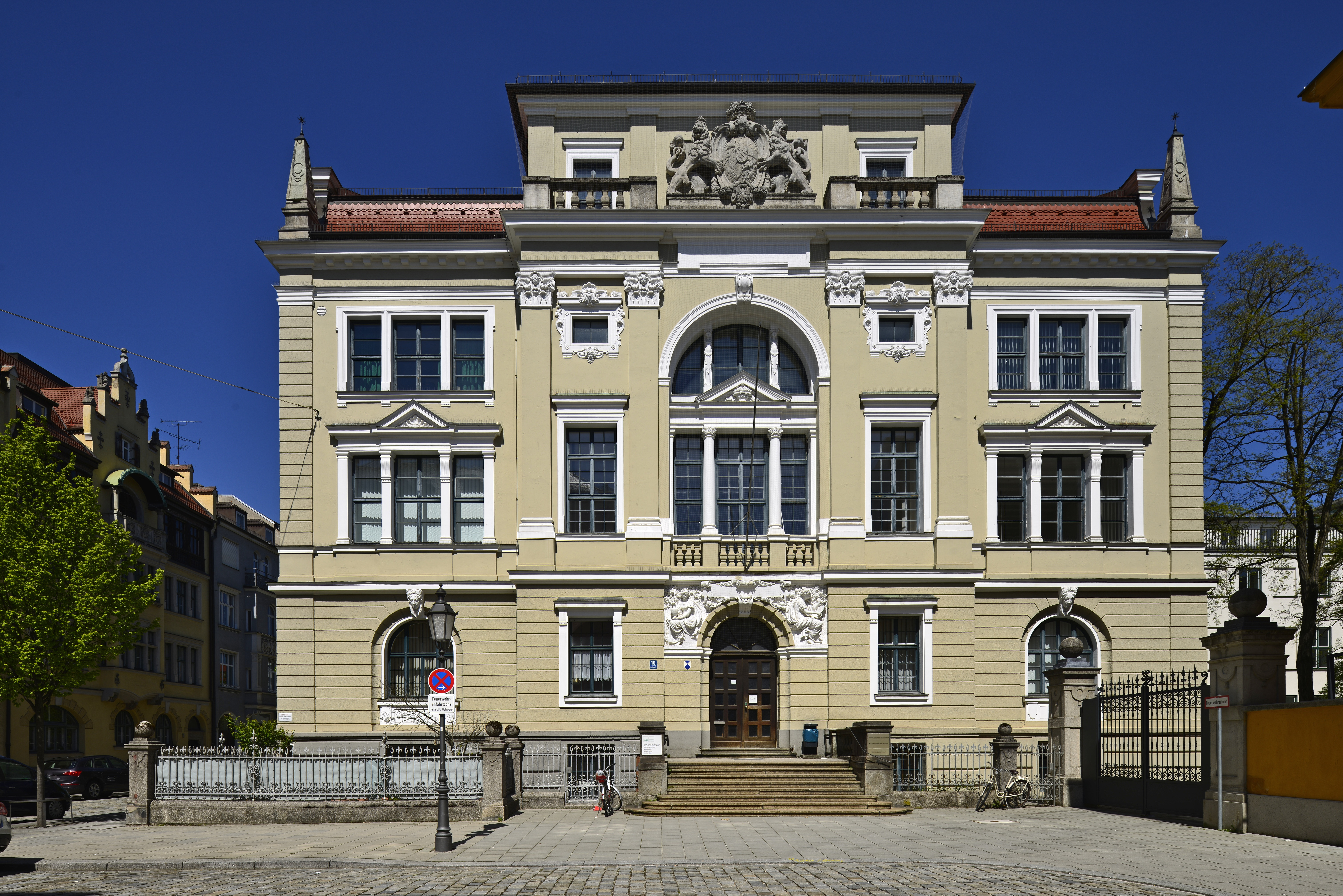
Paläontologisches Museum (1902)

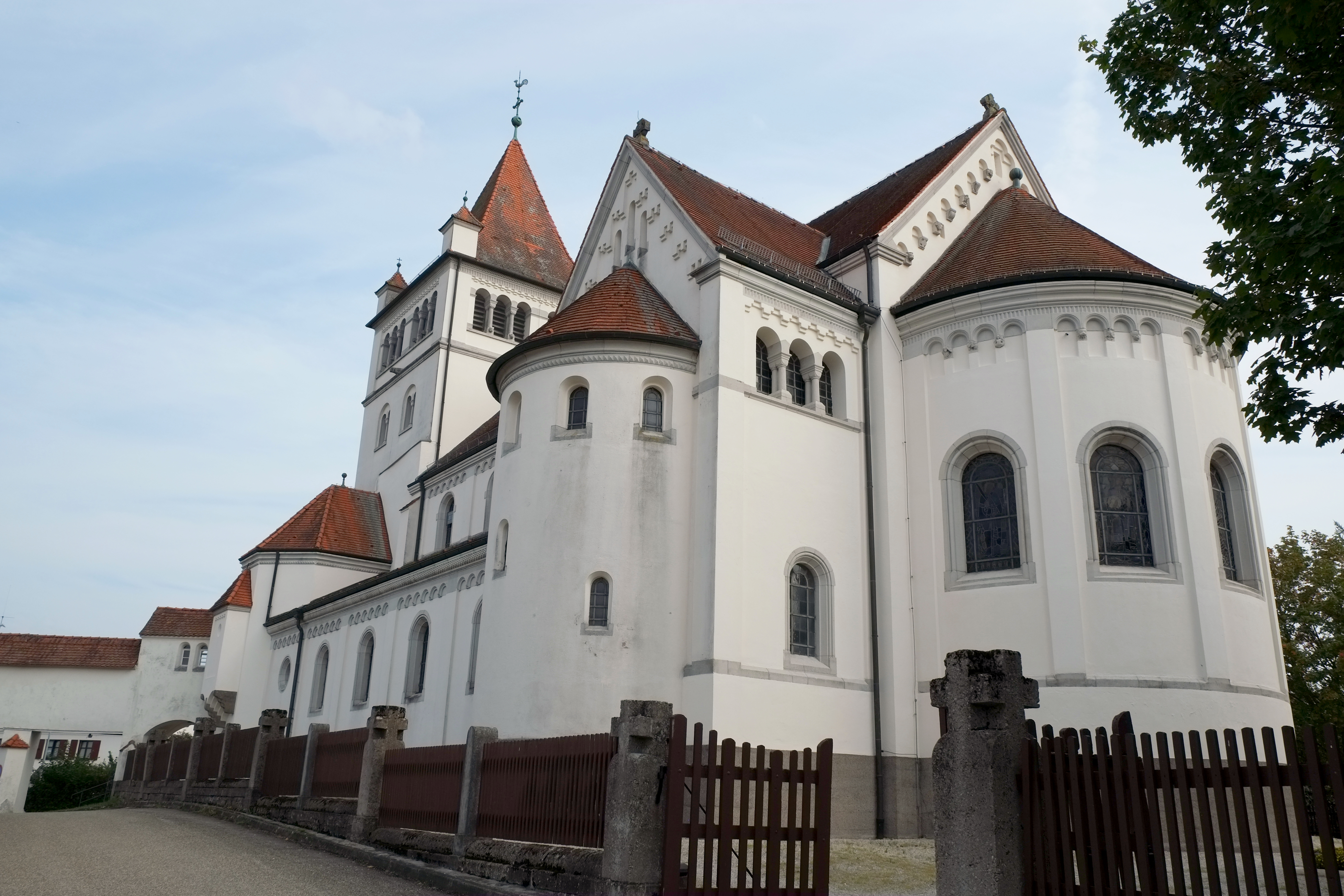
St. Gallus in Fremdingen (1903)

## Leben
Romeis wurde als Sohn eines Tischlers geboren. Ein Benefiziat, zu dem der Junge zum Zeichenunterricht geschickt wurde, erkannte früh seine künstlerische Begabung. Auf seinen Rat hin wurde er an die Königliche Kunstgewerbeschule München geschickt. Nach deren Abschluss bereiste Romeis Italien. 1886 wurde er zum Professor an der Münchener Kunstgewerbeschule berufen.
Im selben Jahr heiratete er die Bamberger Kaufmannstochter Anna Ramis, mit der er fünf Kinder hatte. Sein 1888 geborener ältester Sohn Benno Romeis wirkte als Anatom an der Universität München. Sein Sohn Karl Romeis (1895–1960) war Bildhauer. Romeis erlag am 17. November 1904 im Alter von 50 Jahren einem Nierenleiden. Er war Ritter III. Klasse des Verdienstordens vom Heiligen Michael.
Seine letzte Ruhestätte befindet sich im Münchner Westfriedhof.

## Werke (Auswahl)
Private Bauwerke
- München, Richard-Wagner-Straße Nr. 5, 7, 9 und 11
- München, Schackstraße. 1897 vier große Gebäude, Neubarock. Die Eckhäuser zur Ludwigstraße hin sind als Kopfgebäude ausgestaltet, aufwendig mit Kuppeln und Figurengruppen, teilweise Vereinfachung nach dem Krieg.
- München, Mietshaus Ismaninger Straße 92, 1898 und Rauchstraße 1, 1898.
- München, Richard-Wagner-Straße 18, in imposanter Ecklage, Neurenaissance, Beletage mit separaten Treppenhäusern und herrschaftlichen Eingängen sowie Mietwohnungen mit separaten Zugängen und Wirtschaftstreppen und Geschäfte im Erdgeschoss.
- München, 1880 Haus für Prof. Anton Hess, Lehrer für Bildhauerei an der Kunstgewerbeschule sowie für den bedeutenden Stiltheoretiker des 19. Jahrhunderts, Dr. Georg Hirth.
- Frankfurt am Main: Eines seiner aufwendigsten Bauwerke ist die 1892–1896 für Baron Heinrich von Liebieg erbaute schlossartige Villa, das heutige Skulpturenmuseum Liebieghaus. Reste der Innenausstattung sind erhalten.[2]

Villenbau, überwiegend Rückgriff auf die Spätgotik und Frührenaissance sowie das Nürnberger Umland:
- Pöcking: Villa Riccius, Feldafinger Straße 41, 1898
- München: Villa Osterwaldstraße 14, 1892, schlossartiges Gebäude
- München: Grützner-Schlösschen 1883–84 für den Genre-Maler Eduard von Grützner[3]
- München: Doppelvilla Möhlstraße 39–41, 1893

Öffentliche Gebäude:
- Erlangen: Kollegienhaus der Universität, 1885
- München: Kunstgewerbeschule, Richard-Wagner-Straße Nr. 10, 1899–1902, heute Paläontologisches Museum München

Kirchen:
- 1895: Hauptwerk St. Benno in München, ein Monumentalbau im neuromanischen Stil
- 1903: St. Gallus in Fremdingen bei Nördlingen
- 1886: Gruftkapelle im Fuggerschloss Babenhausen

Denkmäler und Brunnen, die von ihm nahestehenden Bildhauern – wie Ferdinand von Miller, Eckhardt, Bernauer und Anton Hess – ausgeführt wurden.
Innenarchitektur: „So Tüchtiges Romeis auch als Architekt geleistet hat, der Schwerpunkt seines künstlerischen Vermögens lag doch in der Kleinkunst, in der Innenausstattung.“ (Gmelin)
- Bamberg: Vertäfelung der Aula des ehemaligen Alten Gymnasiums, 1886, heute Lesesaal der Teilbibliothek 4 der Universität
- Zur deutsch-nationalen Kunstgewerbeausstellung 1888 das „Bamberger Zimmer“, vom Prinzregenten Luitpold prämiert
- Kathedra des Bamberger Doms, 1899
- Innenausstattung des Schlosses Matzen bei Brixlegg/Tirol